# Martin Donovan
Martin Paul Smith, conocido como Martin Donovan (Reseda, California, 19 de agosto de 1957) es un actor estadounidense.

## Biografía
Es el mayor de cuatro hermanos de una familia irlandés-americana, fue criado como católico. Asistió durante dos años al Pierce College de Los Ángeles, luego al American Theater Arts, un conservatorio y compañía de teatro en Los Ángeles. Tiene dos hijos con su esposa, la actriz Vivian Lanko. Vivieron en Nueva York durante muchos años antes de trasladarse a Vancouver, Canadá.

## Filmografía

### Cine
- Crisis (2021)
- Redemption day (2021)
- Percy (2020)
- Tenet (2020)
- Come to Daddy (2019)
- The Art of Racing in the Rain (2019)[2]
- Ant-Man (2015)
- Sabotage (2014)
- Silent Hill: Revelation (2012)
- Exorcismo en Connecticut (2009)
- La sombra de la sospecha (2006)
- ¡Salvados! (2005)
- The Pornographer: A Love Story (2004)
- El mundo de Leland (2003)
- Insomnia (2002)
- Amy & Isabelle (2001)
- Custody of the Heart (2000)
- The Great Gatsby (2000)
- Onegin (1999)
- In a Savage Land (1999)
- Heaven (1998)
- Living Out Loud (De ahora en adelante, 1998)
- Rescuers: Stories of Courage: Two Couples (Libertadores. Historias de valor, 1998)
- The Book of Life (1998)
- The Opposite of Sex (1998)
- Somebody Is Waiting (Alguien espera, 1996)
- Night Sins (1996)
- Retrato de una dama (1996)
- Hollow Reed (Tras el silencio, 1995)
- Nadja (1995)
- Flirt (1995)
- Amateur (1994)
- Simple Men (1992)
- Surviving Desire (1991)
- Trust (1990)
- Hard Choices (1985)

## Televisión
- Boss (2012) - Ezra Stone
- Ghost Whisperer (2008) - Tom Gordon
- Weeds (2005-2006) - Peter Scottson
- Gossip Girl (2011-2012) - US Marshal
- Homeland (2013)
- Hannibal (2014)
- Electric Dreams (2017) - Episodio: "Safe and Sound", como Odin
- Law & Order - Capitán Logan Carter.
- Archivo 81 (2022) - Virgil Davenport